# Reinhold Meyer
Reinhold Meyer (* 18. Juli 1920 Hamburg; † 12. November 1944 ebenda) war Buchhändler und Juniorchef der Buchhandlung „Agentur des Rauhen Hauses“ in Hamburg, Student der Philosophie und der Germanistik an der Universität Hamburg und gehörte zu den zentralen Personen der Weißen Rose Hamburg im Widerstand gegen den Nationalsozialismus. Am 19. Dezember 1943 wurde er von der Gestapo verhaftet, am 12. November 1944 starb er unter ungeklärten Umständen im Polizeigefängnis Fuhlsbüttel.

## Biografie
Meyer wurde als ältestes Kind des Buchhändlers Johannes P. Meyer und seiner Frau Louise Meyer in Hamburg geboren. Er hatte einen jüngeren Bruder, Walter, der seit dem Januar 1943 vor Stalingrad vermisst wurde, und eine jüngere Schwester, Anneliese, später verheiratete Tuchel, die den Buchladen am Jungfernstieg bis 1998 führte. Einfluss auf seine Entwicklung nahm die Zugehörigkeit seiner Familie zur damals evangelisch-freikirchlichen Gemeinde St. Anschar in Eppendorf wie auch eine sowohl musische wie freiheitliche Erziehung. Da die Eltern dem Rauhen Haus verbunden waren – sein Vater war ab 1903 Leiter der Agentur des Rauhen Hauses –, besuchte er die Wichern-Schule in Horn, später das Wilhelm-Gymnasium, damals an der Moorweide. Mit zwölf Jahren erkrankte er an Osteomyelitis, einer Knochenmarksentzündung, und verbrachte zwei Jahre im Krankenhaus. Durch die Pflege seiner Mutter überlebte er die Krankheit. In dieser Zeit entstand auch die intensive Freundschaft zu seinem Klassenkameraden Albert Suhr, mit dem er schulische Aufgaben nachholte, so dass er keine Klassenstufe versäumte und 1940 sein Abitur machen konnte.
Von 1940 bis 1942 absolvierte Reinhold Meyer eine Buchhandelslehre und schrieb sich parallel im Fachbereich Philosophie der Universität Hamburg für das Fach Germanistik mit dem Ziel der Promotion ein. Sein Studium wurde zur Nebenbeschäftigung, da er bereits 1942 in das Geschäft des Vaters als Juniorchef einstieg und mit diesem gemeinsam die Buchhandlung um den Bereich der Kunstausstellungen erweiterte. Er knüpfte Kontakte zur Worpsweder Künstlerkolonie, insbesondere zu dem Maler Walter Müller (1901–1975) und dem Schriftsteller Manfred Hausmann (1898–1986). Meyer lernte dort auch die Weberin Martha Vogeler kennen, die erste Frau des Malers Heinrich Vogeler, in deren Haus im Schluh er 1943 zeitweise wohnte und den Bücher- und Kunstbestand der Agentur des Rauhen Hauses nach den Bombenangriffen auf Hamburg auslagerte.

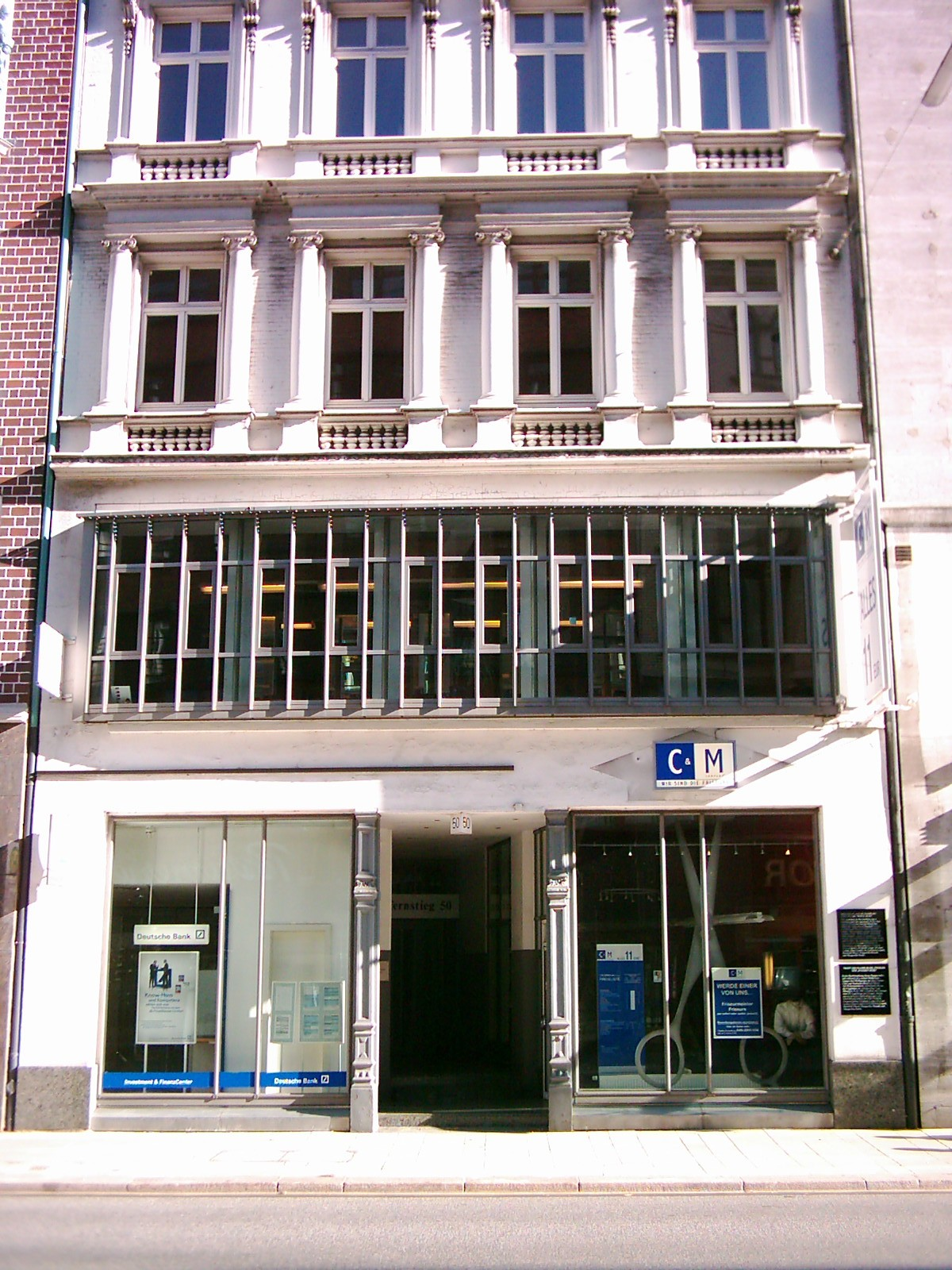
Das Haus Jungfernstieg 50, in dem von 1926 bis 1998 die Agentur des Rauen Hauses bestand, Treffpunkt der Weißen Rose Hamburg

Gemeinsam mit Albert Suhr, der 1940 ein Medizinstudium aufgenommen hatte, besuchte er Veranstaltungen und Treffen des Musenkabinetts und kam in Kontakt zu anderen, gegenüber dem NS-Regime kritisch eingestellten Studenten, insbesondere die ehemaligen Lichtwarkschüler Traute Lafrenz, Margaretha Rothe und Heinz Kucharski. Etwa 1941 lernte Albert Suhr die Buchhändlerin Hannelore Willbrandt kennen und führte sie in den Kreis ein, ebenso den Medizinstudenten und ebenfalls ehemaligen Lichtwarkschüler Karl Ludwig Schneider. Über Schneider wiederum kam der Kontakt zu Hans Leipelt zustande, der, wie Traute Lafrenz, zum Studium nach München überwechselte. Zunächst trafen sich die jungen Menschen, um sich unter Gleichgesinnten auszutauschen und literarische wie politische Texte zu diskutieren. Nach der Hinrichtung von Hans Scholl, Sophie Scholl und Christoph Probst am 22. Februar 1943 in München aber beschloss der Freundeskreis, aktiv gegen den Nationalsozialismus zu agieren. Bekannt wurde, dass sie das letzte Flugblatt der Weißen Rose mit dem Zusatz „Ihr Geist lebt trotzdem weiter“ vervielfältigten und weitergaben. Reinhold Meyer stellte für die konspirativen Treffen der wachsenden Gruppe den Keller der Agentur des Rauhen Hauses am Jungfernstieg zur Verfügung.
Durch Einschleusung des Gestapo-Spitzels Maurice Sachs wurde der Treffpunkt verraten. Albert Suhr wurde am 13. September 1943 verhaftet. Nachdem Hans Leipelt am 8. Oktober 1943 in München festgenommen worden war, setzte in Hamburg eine weitere Verhaftungswelle ein. Margaretha Rothe, Heinz Kucharski und Karl Ludwig Schneider wurden am 9. November 1943 von der Gestapo aufgegriffen. In der Hoffnung, der drohenden Festnahme zu entgehen, wurde Reinhold Meyer von seinem Vater zu dem mit der Familie befreundeten Verleger Hellmut Mebes nach Blankenburg in den Harz geschickt. Dort verhaftete ihn die örtliche Gestapo am 19. Dezember 1943 und überstellte ihn zur Untersuchungshaft in das Polizeigefängnis Fuhlsbüttel.

## Haft und Tod

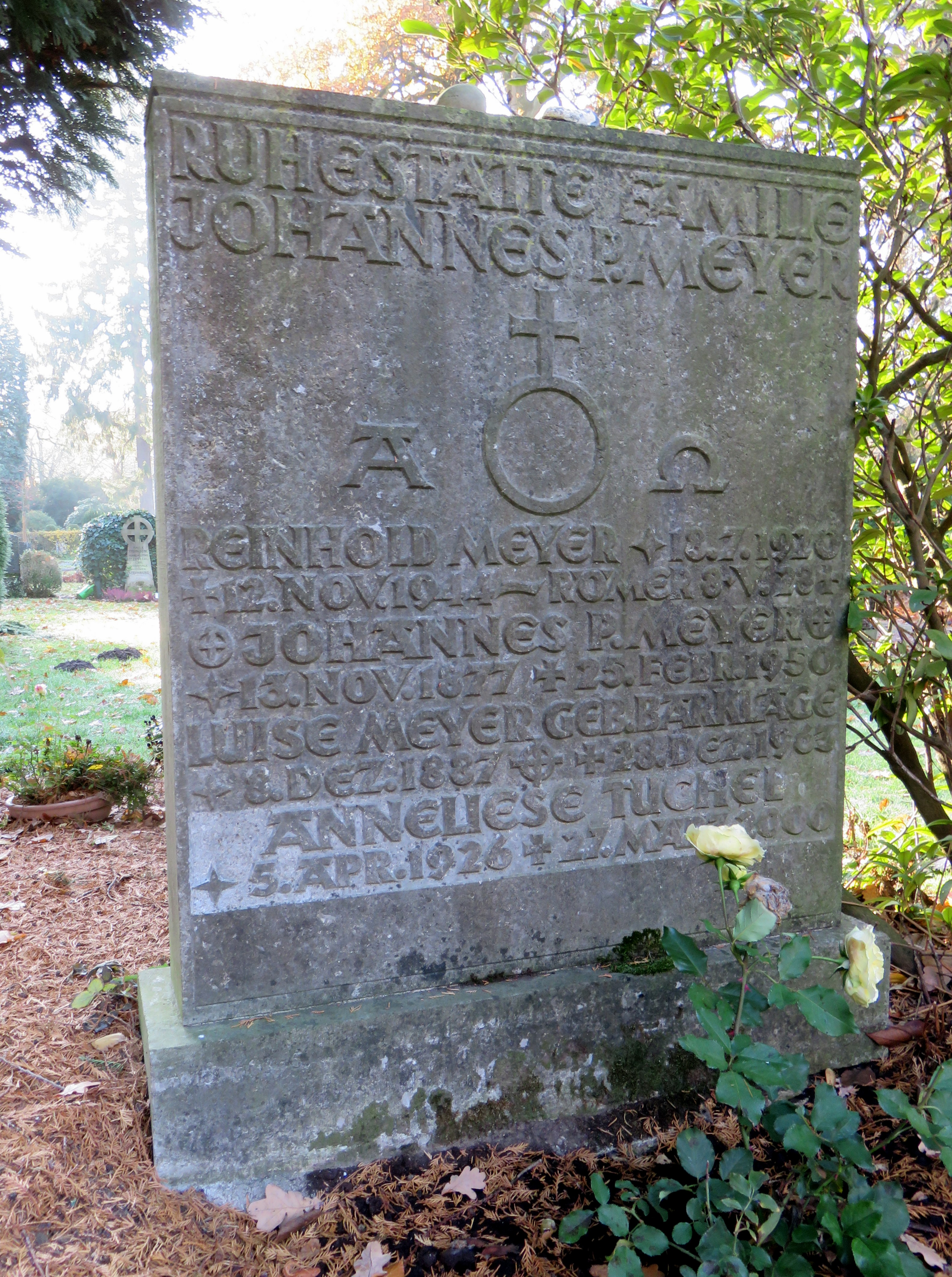
Grab Reinhold Meyer auf dem Ohlsdorfer Friedhof

Die ersten Monate verbrachte er in Fuhlsbüttel in Einzelhaft. Anfang Juni 1944 wurden einige Gefangene wegen der Überfüllung des Polizeigefängnisses und anstehender Umbauarbeiten, als Polizeihäftlinge in das KZ Neuengamme überstellt, unter ihnen auch Reinhold Meyer und weitere männliche Gefangene aus dem Umfeld der Weißen Rose. Aus Neuengamme ist bekannt, dass Meyer zunächst in der Gärtnerei, später in der Schreibstube der Kommandantur arbeitete und mit Albert Suhr und Felix Jud „in einem Saal lag“. Am 16. Oktober 1944 wurde er zusammen mit den anderen nach Fuhlsbüttel rückverlegt. Das Ermittlungsverfahren der Hamburger Gestapo gegen die Gruppe war abgeschlossen, die Akten wurden an den Oberreichsanwalt beim Volksgerichtshof abgegeben und Anklage gegen 24 Beschuldigte erhoben. Diese wurden am 26. Oktober 1944 in das Untersuchungsgefängnis weiterverlegt.
Gegen Reinhold Meyer war keine Anklage zustande gekommen, er verblieb im Polizeigefängnis Fuhlsbüttel. Aus einem Brief an seine Familie vom 9. November 1944, den er als unzensiertes Schreiben aus dem Gefängnis hatte herausschmuggeln können, geht hervor, dass er aus dieser vergleichsweise gnädigen Behandlung die Hoffnung auf seine baldige Entlassung schöpfte. Doch am 12. November 1944 wurde seinen Eltern sein Tod in der Haftanstalt mitgeteilt. Offiziell wurde dazu erklärt, er habe sich in Neuengamme mit einer Diphtherie infiziert. Die Schwester Reinhold Meyers, Anneliese Tuchel, bezweifelte die Darstellung dieser Todesursache. Mitgefangene haben ihr mitgeteilt, ihr Bruder sei nach einem Verhör gestorben. In einer Gesprächsaufzeichnung aus dem Jahr 1994 erklärte sie: „Er hat ja am 9. November noch jenen hoffnungsvollen Brief geschrieben, und am 12. ist er gestorben; in drei Tagen stirbt man nicht an Diphtherie.“
Reinhold Meyer wurde auf der Familiengrabstätte auf dem Ohlsdorfer Friedhof in Hamburg im Planquadrat Y 15 südlich vom Nordteich beigesetzt.

## Gedenken

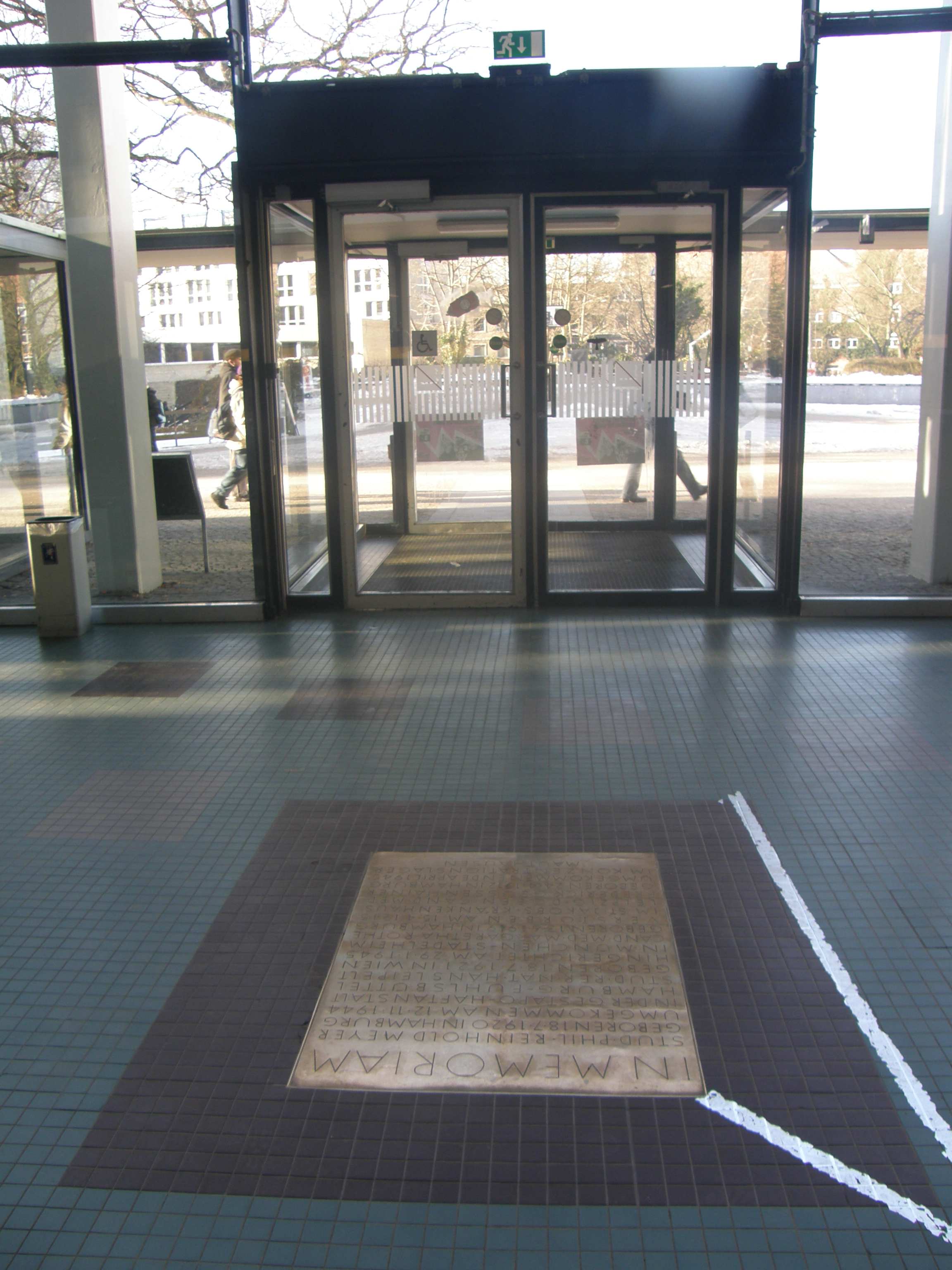
Gedenktafel im Audimax der Universität Hamburg

An Reinhold Meyer wird mit einer Gedenkplatte im Audimax der Universität Hamburg, einem Mahnmal in Hamburg-Volksdorf sowie einem Stolperstein am Hallerplatz 15 in Hamburg-Rotherbaum erinnert. Auf einer Gedenktafel für die Weiße Rose Hamburg am Haus der ehemaligen Agentur des Rauhen Hauses am Jungfernstieg 50 ist sein Name neben denen der anderen Toten der Widerstandsgruppe aufgezählt. In Hamburg-Niendorf ist eine Straße nach ihm benannt. Zudem wird seiner, neben weiterer im Nationalsozialismus ermordeter Menschen, mit dem Niendorfer Denkmal Tisch mit 12 Stühlen gedacht.
Insgesamt waren es acht Personen aus dem Umfeld der Hamburger Weißen Rose, die die Haftzeit nicht überlebten:
- Katharina Leipelt (am 9. Januar 1944 im Gestapo-Gefängnis Fuhlsbüttel tot aufgefunden)
- Elisabeth Lange (am 28. Januar 1944 Freitod im Gestapo-Gefängnis Fuhlsbüttel)
- Reinhold Meyer (am 12. November 1944 gestorben im Gestapo-Gefängnis Fuhlsbüttel)
- Hans Leipelt (am 29. Januar 1945 in der Haftanstalt München-Stadelheim hingerichtet)
- Margaretha Rothe (gestorben am 15. April 1945 im Krankenhaus Leipzig-Dösen)
- Frederick Geussenhainer (im April 1945 verhungert im KZ Mauthausen)
- Margarete Mrosek (am 21. April 1945 gehängt im KZ Neuengamme)
- Curt Ledien (am 23. April 1945 gehängt im KZ Neuengamme)